# Víctor Mancinelli
Víctor Jorge Manccinelli (nacido el 11 de mayo de 1953 en San Lorenzo) es un exfutbolista argentino de dilatada trayectoria. Se inició en el club Rosario Central y fue campeón con el mismo. Se desempeñaba en el puesto de mediocampista.

## Carrera
Debutó en Rosario Central en 1971, formando parte del equipo campeón del Nacional de ese año, cuando se decretó una huelga de futbolistas profesionales y el torneo se continuó disputando, durante tres fechas en las que se jugó con futbolistas juveniles. Tuvo su debut en el primero de estos partidos, ante Racing Club el 7 de noviembre (victoria 4-2).

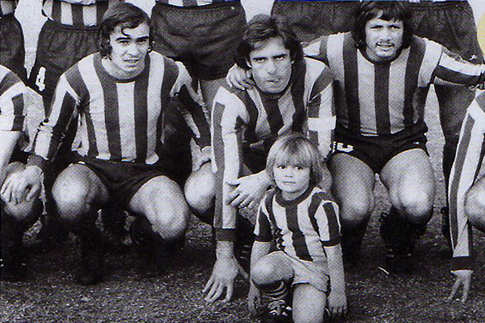
Oscar Agonil, Hugo Zavagno y Víctor Mancinelli en Rosario Central, año 1978.

Integró también el plantel campeón del Nacional 1973, aunque comenzó a tener participación como titular habitual desde 1975. Sumó gran cantidad de partidos, llegando a 199 presencias y 11 goles. Compartió mediocampo con futbolistas de la talla de Carlos Aimar, Eduardo Solari, Hugo Zavagno, entre otros. Jugó la Copa Libertadores en sus ediciones 1974 y 1975.
Prosiguió su carrera en varios equipos de Argentina: San Lorenzo de Almagro, Platense, Estudiantes de La Plata y Sarmiento de Junín. Cerró su carrera en Montevideo Wanderers de Uruguay, donde jugó cuatro temporadas y media; sumó 102 partidos y disputó la Copa Libertadores 1983.

## Clubes
| Club                    | País      | Año       | PJ  | Goles |
| ----------------------- | --------- | --------- | --- | ----- |
| Rosario Central         | Argentina | 1971-1978 | 199 | 11    |
| San Lorenzo de Almagro  | Argentina | 1979      | 18  | 1     |
| Platense                | Argentina | 1980      | 22  | 0     |
| Estudiantes de La Plata | Argentina | 1981      | 22  | 1     |
| Sarmiento (Junín)       | Argentina | 1982      | 47  | 2     |
| Montevideo Wanderers    | Uruguay   | 1982-1986 | 102 | 11    |

## Palmarés
| Título           | Equipo                | País      | Año    |
| ---------------- | --------------------- | --------- | ------ |
| Primera División | C. A. Rosario Central | Argentina | N-1971 |
| Primera División | C. A. Rosario Central | Argentina | N-1973 |